# Китцингер, Эрнст
Эрнст Китцингер (нем. Ernst Kitzinger; 27 (12) декабря 1912, Мюнхен — 22 января 2003, Покипси, штат Нью-Йорк, США) — немецко-американский историк искусства, специалист по истории Византии, раннехристианского искусства поздней античности и раннего средневековья.

## Биография
Эрнст Китцингер родился в еврейской семье. Его отец Вильгельм Натан Китцингер был известным мюнхенским юристом, мать — Элизабет Мерцбахер (Китцингер), дочь нумизмата Ойгена Мерцбахера, занималась вопросами защиты детей в семьях восточноевропейских еврейских беженцев и иммигрантов. Его двоюродным братом был известный историк раннехристианской и византийской архитектуры Ричард Краутхаймер. В 1931 году Китцингер окончил Максимилианскую гимназию в Мюнхене вместе с Антоном Фингерле и Рэндольфом фон Брейдбахом. С лета 1931 года Китцингер проводил много времени в Риме, поступил в Римский университет, работал в Библиотеке Герциана.
В 1931—1934 годах Китцингер изучал историю искусств в Мюнхенском университете у Вильгельма Пиндера. Его докторская диссертация была посвящена изучению римской живописи VII—VIII веков. Из-за начавшихся преследований евреев Китцингер покинул нацистскую Германию в 1934 году на следующий день после защиты диссертации. Он прибыл в Лондон через Рим в 1935 году и нашёл работу в Британском музее. За это время он изучал англо-саксонское искусство. В 1937 году, получив грант от Британского музея, посетил Египет и Турцию, чтобы углубить свои знания в области искусства поздней античности и раннего средневековья. Как подданный Германии Китцингер был вынужден покинуть Англию и в 1940 году был интернирован в Австралию. Тогда же вышла первая книга Китцингера "«Раннесредневековое искусство в Британском музее» (Early Medieval Art in the British Museum, 1940).
В это время он вёл переписку со своим двоюродным братом Ричардом Краутхаймером, который с конца 1935 года жил в США и с 1937 года преподавал в женском колледже Вассар (Vassar College) — частном университете в городе Покипси, штат Нью-Йорк, США. В 1941 году Институту Варбурга в Лондоне удалось добиться реабилитации Китцингера и он уехал в США, где работал в Думбартон-Окс в Джорджтауне, пригороде Вашингтона, известном центре американской и мировой византинистики, управляемым попечителями Гарвардского университета.
С 1944 года Китцингер был женат на Маргарет Сьюзан Теобальд, английской художнице, с которой он познакомился через Отто Демуса в 1939 году. У них были дочь и два сына. В первые годы работы в Думбартон-Оксе Китцингер изучал византийские памятники на территории Балкан. С 1946 года работал в должности ассистент-профессора, с 1951 года —ассоциированного профессора, в 1956 году стал профессором византийского искусства и археологии, в 1955—1966 годах был «директором по византинистике».
В послевоенное время он некоторое время сотрудничал в Управлении стратегических служб (OSS) в Вашингтоне и Лондоне. В Париже Китцингер начал работу над полным обзором мозаик нормандской Сицилии. Этот проект займёт его внимание на всю оставшуюся жизнь, результатом станут исследования: «Мозаики Палатинской капеллы в Палермо: эссе о выборе и расположении сюжетов» («Art Bulletin» 31 (1949). Рр. 269 −292), «Мозаики Монреале» (1960), «Мозаики Санта-Мария-дель-Аммиральо в Палермо» (1990) и публикация шеститомного корпуса фотографий «Мозаики норманнского периода на Сицилии» (I mosaici del periodo normanno in Sicilia, 1992—1995).
В 1967 году Эрнст Китцингер покинул институт, чтобы занять должность профессора Университета Артура Кингсли Портера при Гарвардском университете, которую он занимал до выхода на пенсию в 1979 году. В 1961 году Китцингер был избран членом Американской академии искусств и наук, а в 1967 году — членом Американского философского общества.
С 1969 года Китцингер состоял членом-корреспондентом Британской академии, а с 1970 года — Баварской академии наук.
В 1966 году, отчасти для того, чтобы сохранить свою работу учёного после одиннадцати лет тяжелых административных обязанностей Китцингер ушёл в отставку. Время от времени он читал курсы в кампусе Гарварда в Кембридже (США), а в 1967 году, после перерыва — в Принстонском институте перспективных исследований. Китцингер навсегда переехал в Гарвард в должности профессора Университета Артура Кингсли Портера, которую он занимал до своей смерти. В 1979 году окончательно вышел на пенсию. В Гарварде Китцингер руководил восемнадцатью докторскими диссертациями. Среди его учеников за годы преподавания и наставничества были Х. Бельтинг, Мадлен Кэвинесс, Джозеф Коннорс, Анна Гоносова, Кристин Кондолеон, Ирвинг Лавин, Генри Магуайр, Джон Митчелл, Лоуренс Нис, Нэнси Нетцер, Наташа Сталлер, Джеймс Триллинг, Ребекка Корри и Уильям Тронзо.
Эрнст Китцингер был членом Американской академии искусств и наук (1961), Американского философского общества (1967), Баварской Академии наук (1970), Академии наук в Майнце (1980), Академии наук Австрии (1983), Итальянской Академии наук в Палермо (1969) Он был членом Германского археологического института (1953), почётным членом Лондонского общества антикваров (1975) и кавалером ордена Pour le Mérite (прусского ордена «За заслуги», 1982).
Китцингер скончался в Покипси, штат Нью-Йорк, в 2003 году в возрасте 90 лет.

## Научное творчество
В своих исследованиях Э. Китцингер неоднократно обращался к проблеме эволюции творческих методов искусства от античности к средневековью. Результаты этих исследований опубликованы в книге «Византийское искусство в процессе становления» (1977), основанной на лекциях, которые он читал в Кембриджском университете в 1974—1975 годах, и в двух сборниках под названием «Искусство Византии и средневекового Запада» (1976).
Китцингер был убеждён в том, что зрительный анализ стилевых особенностей произведения может дать учёному больше, чем иконография или документальные текстовые источники. С этой целью он разработал теорию «модусов», согласно которой определённые стили соответствовали изображению определённых предметов. Кроме того, в «Византийском искусстве в процессе становления» он предпринял смелую попытку проследить «стилистическую диалектику» рассматриваемого периода. Учёный писал:

 В определённое время и в определённых местах были сделаны смелые акценты в направлении новых, неклассических форм, за которыми последовали реакции: ретроспективные движения и возрождения. В некоторых контекстах такое развитие — в любом направлении — происходило медленно, нерешительно и такими маленькими шагами, что они были почти незаметны. Кроме того, имели место необычные попытки синтеза, примирения противоречивых эстетических идеалов. Из этой сложной диалектики возникла средневековая форма
Работы Китцингера оказали существенное влияние на становление науки об истории византийского искусства. И хотя искусствоведческая методология, основанная на стилистическом анализе, в 1980-х и 1990-х годах в значительной степени была оттеснена новыми методами структуралистских исследований, а «византийское искусство в процессе создания» было описано с иных позиций «формальной истории искусства» Алоиза Ригля и Йозефа Стшиговский многие аспекты методологии Китцингера можно назвать пророческими. Китцингер предвосхитил современные проблемы искусствознания, подчеркнув центральное место искусства в контексте культуры в часто цитируемых работах, таких как «Культ образов в эпоху до иконоборчества» (1954); в его интересе к вопросам роли орнамента («Переплетение и изображения», 1993), значения изображений в общей композиции изделий («Пара серебряных переплетов в сокровищнице Сиона», 1974); в изучении отношений искусства греческого и латинского миров. Кроме того, утверждалось, что «когда маятник моды снова качнётся вспять, работы Китцингера, несомненно, станут центральными в переосмыслении проблем художественного стиля».